# Liste der Naturdenkmale in Wermsdorf

Wappen von Wermsdorf

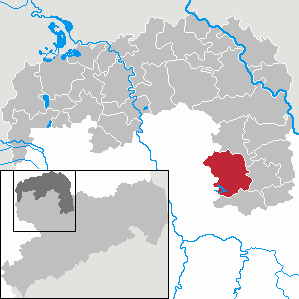
Lage von Wermsdorf

In der Liste der Naturdenkmale in Wermsdorf werden die Einzel-Naturdenkmale, Geotope und Flächennaturdenkmale in der nordsächsischen Gemeinde Wermsdorf und ihren Ortsteilen Calbitz, Collm, Gröppendorf, Lampersdorf, Liptitz, Luppa, Mahlis, Malkwitz, Wadewitz, Wermsdorf, Wiederoda aufgeführt.
Bisher sind lt. Quellen 3 Einzel-Naturdenkmale, 1 Geotope und 10 Flächennaturdenkmale bekannt und hier aufgelistet.
Die Angaben der Liste basieren auf Daten des Geoportals Sachsenatlas und den Daten auf dem Geoportal Nordsachsen.

## Definition
„Gesetz über Naturschutz und Landschaftspflege (BNatSchG), § 28 Naturdenkmäler:
 Naturdenkmäler sind rechtsverbindlich festgesetzte Einzelschöpfungen der Natur oder entsprechende Flächen bis zu fünf Hektar, deren besonderer Schutz erforderlich ist
1. aus wissenschaftlichen, naturgeschichtlichen oder landeskundlichen Gründen oder
2. wegen ihrer Seltenheit, Eigenart oder Schönheit.“

„SächsNatSchG, § 18 Naturdenkmäler (zu § 28 BNatSchG):
1. Die Erklärung nach § 22 Abs. 1 BNatSchG von Teilen von Natur und Landschaft als Naturdenkmal erfolgt durch Rechtsverordnung oder Einzelanordnung.
2. Über § 28 Abs. 1 BNatSchG hinaus können Naturdenkmäler zur Sicherung von Lebensgemeinschaften oder Lebensstätten von im Bestand gefährdeten oder streng geschützten Arten festgesetzt werden.“

## Legende
- Bild: zeigt ein vorhandenes Foto des Naturdenkmals.
- Nr: zeigt die jeweilige Nr. des Objekts[Anm. 1]
- Beschreibung: beschreibt das Objekt näher
- Koordinaten: zeigt die Lage auf der Karte
- Quelle: Link zur Referenzquelle

## (Einzel-)Naturdenkmale (ND)
| Bild           | ND-Nr.   | Ortsteil  | Alter            | Beschreibung | Koordinaten                  | Quellen                                   |
| -------------- | -------- | --------- | ---------------- | --- | ---------------------------- | ----------------------------------------- |
| Weitere Bilder | nso: 268 | Collm     | 800–1000 J.      | Die Sommerlinde (Tilia platyphyllos) am Friedhof Collm, auch als Collmer Gerichts-Linde bezeichnet, wurde bereits 1949 als Baumdenkmal unter Schutz gestellt, ihr Alter wird auf ca. 1000 Jahre geschätzt. Bei einem Umfang von fast 11 m und einer Höhe von über 18 m ist sie in einem sehr vitalen Zustand und war schon im Mittelalter als Gerichtslinde bekannt. Sie gilt als die älteste Linde in Sachsen. | 51° 18′ 10″ N, 13° 1′ 7″ O   | nso:268 Baumkunde Wermsdorf Baummonumente |
| Weitere Bilder | nso: 302 | Wermsdorf | um 1880 († 2011) | Die alte Kaiser- oder Schlosslinde im Jagdschloss Wermsdorf fiel am 22. Juni 2011 einem Gewittersturm zum Opfer und wurde über eine Spendenaktion des Wermsdorfer Heimatvereins am 19. November 2011 neu gepflanzt. | 51° 16′ 58″ N, 12° 56′ 23″ O | nso:302                                   |
| Bild gesucht   | nso: 303 | Wermsdorf | ca. 400 J.       | Die Stieleiche (Quercus robur) am Kirchenteichdamm Wermsdorf befindet sich am Durchgang zwischen Kirchenteichdamm und Drei-Teiche-See im nordwestlichen Teil des Wermsdorfer Forst. | 51° 18′ 51″ N, 12° 53′ 52″ O | nso:303                                   |

## Geotope
| Bild         | GEO-Nr.  | Ortsteil  | Alter           | Beschreibung | Koordinaten                  | Quellen |
| ------------ | -------- | --------- | --------------- | --- | ---------------------------- | ------- |
| Bild gesucht | nso: 312 | Wermsdorf | ca. 290 Mio. J. | das als Steinbruch am Butterberg bezeichnet Geotop, war bis 2019 das Hartsteinwerk Wermsdorf, wo seit Jahrhunderten wertvoller Pyroxen-Quarzporphyr abgebaut wurde. Der als wichtige Naturressource eingestufte ehemalige Steinbruch befindet sich nordöstlich der Ortslage, nördlich des Saubach und des tiefen Teichs und kann nach einer Phase der Renaturierung in den Geopark Porphyrland integriert werden. | 51° 17′ 17″ N, 12° 57′ 20″ O | nso:312 |

## Flächen-Naturdenkmale
| Bild           | FND-Nr.  | Ortsteil  | Größe   | Beschreibung | Koordinaten                                               | Quelle  |
| -------------- | -------- | --------- | ------- | --- | --------------------------------------------------------- | ------- |
| Weitere Bilder | tdo: 348 | Luppa     | 13,11ha | das Schutzgebiet Schafberg/Spitzenberg Luppa liegt nordwestlich von Luppa zwischen den Wiesenfeldern, wobei der nördlich gelegene Spitzenberg mit 179 m ü.NHN den südlicheren Schafberg mit 174 m ü. NHN überragt. Im 15. Jh. wurde die wüste Siedlung Irrenberg oder Erenberg, wegen Hussitenangriffen aufgegeben. In den feuchten Wiesen (Irmrich-Wiesen) südlich des Schafbergs entspringt der Bachlauf der Luppa. | 51° 20′ 31″ N, 12° 55′ 47″ O 51° 20′ 42″ N, 12° 55′ 53″ O | nso:250 |
| Weitere Bilder | tdo: 349 | Luppa     | 5,74ha  | das Feuchtgebiet Luppa ist ein ausgewiesenes Schutzgebiet für Amphibien, es befindet südwestlich des Naturbades Luppa zwischen kleiner Kiesgrube und dem Bachlauf der Luppa direkt am Ende der "Straße des Friedens" und hat einen Umfang von 1.371 m. | 51° 20′ 10″ N, 12° 57′ 49″ O                              | nso:227 |
| Weitere Bilder | tdo: 370 | Collm     | 0,41ha  | Der Grauwacke-Felsen befindet sich im ehemaligen Steinbruch am Südwesthang des Collmbergs im nordöstlichen Teil des Wermsdorfer Forst. Im heutigen Flächennaturdenkmal wurde von 1853 bis 1959 quarzitische Grauwacke abgebaut (siehe auch Geopark Porphyrland). Es wurde bereits 1975 als geologisches Naturdenkmal unter Schutz gestellt und ist seit 1999 über den südlichen Zugang zu besichtigen. Vorkommen von Roter Fingerhut (Digitalis purpurea L.) und der Glattnatter (Coronella austriaca) konnten bestätigt werden. Der Grauwackefelsen bildet die älteste geologische Urkunde Nordsachsen und ist wahrscheinlich im Paläozoikum (Erdaltertum) vor etwa 600 Mio. Jahren entstanden. | 51° 18′ 3″ N, 13° 0′ 7″ O                                 | nso:312 |
| Weitere Bilder | tdo: 371 | Wermsdorf | 0,56ha  | die Döllnitzsee-Insel ist ein ausgewiesenes Vogelschutz- und Amphipien-Rückzugs-Gebiet, sie befindet sich im Nordteil der Talsperre und hat einen Umfang von 303 m. | 51° 16′ 19″ N, 12° 55′ 46″ O                              | nso:221 |
| Weitere Bilder | tdo: 372 | Wermsdorf | 1,79ha  | die Horstsee-Insel ist ein ausgewiesenes Vogelschutz- und Amphipien-Rückzugs-Gebiet, sie befindet sich im Horstsee bei Wermsdorf und hat einen Umfang von 506 m. | 51° 16′ 34″ N, 12° 55′ 4″ O                               | nso:234 |
| Bild gesucht   | tdo: 373 | Collm     | 5,71ha  | Riesen-Schachtelhalm- Vorkommen im östlichen Teil des Wermsdorfer Forst neben der K8972 von Mahlis nach Collm. | 51° 17′ 31″ N, 13° 0′ 25″ O                               | nso:247 |
| Weitere Bilder | tdo: 374 | Wermsdorf | 5,18ha  | Der Silbersee (eigentlich Carlsteich) im Wermsdorfer Forst wurde 1939 vom damaligen Revierförster Carl Redlich angelegt und nach ihm benannt. Er entstand durch künstliche Anstauung des Altenhainer Baches, welcher Richtung Nordosten in die Luppa und später in die Dahle abfließt. Der See wird auch "Silbersee" genannt, weil seine Wasseroberfläche in Mondlicht wie Silber glänzt. Neben zahlreichen geschützten Pflanzenarten ist er auch Laichgebiet für Amphibien, wie z. B. Kammmolch (Triturus cristatus). Der Carlsteich wurde in das Revitalisierungsprogramm des Forstbezirks Leipzig aufgenommen, wodurch einen Verlandung durch Entschlammung entgegengewirkt werden soll.      | 51° 18′ 3″ N, 12° 59′ 13″ O                               | nso:254 |
| Bild gesucht   | tdo: 375 | Wermsdorf | 0,12ha  | kleiner Steinbruch am mittleren Dreiteich im nordwestlichen Teil des Wermsdorfer Forst befindet sich hinter dem archäologisch erforschten wüsten Dorf Nennewitz. | 51° 19′ 1″ N, 12° 53′ 59″ O                               | nso:320 |
| Weitere Bilder | tdo: 377 | Wermsdorf | 0,04ha  | Kleinbiotop und Feuchtwiese Am Döllnitzseedamm befindet sich direkt am nördlichen Hang des Abflusses der Talsperre Döllnitzsee und hat einen Umfang von 106 m. | 51° 15′ 51″ N, 12° 57′ 4″ O                               | nso:214 |
| Bild gesucht   | tdo: 378 | Mahlis    | 5,34ha  | Der als Naturbiotop ausgewiesene Ziegelei-Teich Mahlis der ehemaligen Tongrube erinnert an die Zeit der Ziegeleiherstellung im Ort Mahlis und ist Laichstelle von Erdkröten und anderen Amphibien. Seit 1988 steht er als Flächennaturdenkmal unter Naturschutz | 51° 16′ 11″ N, 12° 58′ 54″ O                              | nso:259 |
| Weitere Bilder | tdo: 379 | Luppa     | 2,3ha   | das ausgewiesene Schutzgebiet am Kuhberg Luppa liegt auf einer Höhe von ca. 162 m ü. NHN zwischen den Feldern nordwestlich von Luppa und soll bis zum 10. Jh. eine Wallburg gewesen sein. | 51° 20′ 33″ N, 12° 56′ 5″ O                               | nso:239 |